# 아시안 하이웨이 71호선
아시안 하이웨이 71호선(AH71, )은 아프가니스탄의 델라람에서 출발, 국경 건너 이란 파르스주의 다시타크까지 이어주는 총 연장 390 km(245 마일) 거리를 가진 아시안 하이웨이 노선망이기도 하다. 그러나 이 도로는 이란에서는 아시안 하이웨이 1호선과 아시안 하이웨이 75호선 등이 서로 접촉하는 것으로 알려져 온 것으로 보인다.

## 주요 경유지

### 아프가니스탄
- 국도 제606호선 (아프가니스탄)(영어판) : 델라람(영어판) - 자란즈

### 이란
- 밀라크 - 자볼
- 국도 제99호선 : 자볼 - 다시타크(영어판)